# Hail Grenada
Hail Grenada is het volkslied van Grenada sinds de onafhankelijkheid in 1974. De tekst is geschreven door Irva Merle Baptiste en de muziek door Louis Arnold Masanto.

## Engelse tekst
Hail! Grenada, land of ours,
We pledge ourselves to thee,
Heads, hearts and hands in unity
To reach our destiny.
Ever conscious of God,
Being proud of our heritage,
May we with faith and courage
Aspire, build, advance
As one people, one family.
God bless our nation.